# جشنواره بین‌المللی شعر فجر
جشنواره بین‌المللی شعر فجر یکی از مهم‌ترین جشنواره‌های ادبی و بزرگ‌ترین جایزه شعر در ایران است که از سال ۱۳۸۵ زمستان هر سال برگزار می‌شود. تا کنون سیزده دوره از این جشنواره برگزار شده‌است.

## ادوار برگزاری

### دوره نخست (۱۳۸۵)[۳]
- بخش امام و انقلاب: مهرداد اوستا

سایر نامزدها: محمدعلی معلم دامغانی، قیصر امین‌پور، محمدعلی بهمنی و زکریا اخلاقی
- بخش آئینی: سید حسن حسینی و قیصر امین‌پور

سایر نامزدها: خسرو احتشامی، قادر طهماسبی (فرید)، سعید بیابانکی
- بخش جوان: فاضل نظری و محمدسعید میرزایی

سایر نامزدها: گروس عبدالملکیان و علی‌محمد مؤدب
- بخش طنز: ابوالفضل زرویی نصرآباد

سایر نامزدها: ناصر فیض، رضا رفیع و سیدعبدالرضا موسوی
- بخش تصنیف و ترانه: بیژن ترقی و محمدعلی معلم دامغانی

سایر نامزدها: رحیم معینی کرمانشاهی، محمدعلی بهمنی و قیصر امین‌پور
- بخش شعر کلاسیک: حسین منزوی و محمدعلی بهمنی

سایر نامزدها: خسرو احتشامی، قیصر امین‌پور و نصرالله مردانی
- بخش نو (سپید و نیمایی): طاهره صفارزاده

سایر نامزدها: شمس لنگرودی، بیژن نجدی، احمدرضا احمدی و سید علی موسوی گرمارودی
- بخش کودک و نوجوان: افشین علاء و افسانه شعبان‌نژاد

سایر نامزدها: طاهره قاسم‌نیا، مصطفی رحماندوست و ناصر کشاورز
- بخش ملی و میهنی: مهدی اخوان ثالث

سایر نامزدها: حسین منزوی، رحیم معینی کرمانشاهی، سلمان هراتی و یداله بهزاد کرمانشاهی
- بخش فارسی‌زبانان: محمدکاظم کاظمی و لطیف پدرام (افغانستان)، محمدعلی عجمی (تاجیکستان) و ظهیر احمد صدیقی (پاکستان)
- برگزیدگان استانی: ۱- محمدخلیل جمالی (فارس)، ۲- بهمن صالحی (گیلان)، ۳- محمدعلی بهمنی (هرمزگان)، ۴- محمدعلی مجاهدی (قم)، ۵- محمدجواد محبت (کرمانشاه)، ۶- خسرو احتشامی (اصفهان)، ۷- غلامرضا شکوهی (خراسان)، ۸- سیاوش دیهیمی (همدان)، ۹- غلامحسین یوسفی (ناقوس/ خراسان جنوبی)، ۱۰- صالح عاصم اردبیلی (اردبیل)، ۱۱- عباس باقری (سیستان و بلوچستان)، ۱۲- محمود اکرامی (خراسان شمالی)، ۱۳- مجید زمانی‌اصل (خوزستان)، ۱۴- ایرج قنبری (مازندران)، ۱۵- شاهرخ اورامی (کردستان)، ۱۶- محمدعلی حضرتی (قزوین)، ۱۷- زکریا اخلاقی (یزد)، ۱۸- محمدکاظم علی‌پور (لرستان)، ۱۹. حمید واحدی (ارومیه)، ۲۰- همایون علیدوستی (چهارمحال و بختیاری)، ۲۱- جلال محمدی (آذربایجان شرقی)، ۲۲- علی هوشمند (بوشهر)، ۲۳- سیدعلی میرافضلی (کرمان)، ۲۴- حبیب‌الله بخشوده (ایلام)، ۲۵- هادی وحیدی (زنجان)، ۲۶- عباس محمدی (مرکزی) و ۲۷- سارا حیدری (سمنان)

### دوره دوم (۱۳۸۶)[۴]
بخش کشوری: (به هر کدام از برگزیدگان این بخش لوح تقدیر، تندیس سرو زرین و ۱۴ سکه بهار آزادی اهدا شد)
- بخش کودک و نوجوان: بیوک ملکی، ناصر کشاورز، شکوه قاسم‌نیا
- بخش آزاد: احمدرضا احمدی، مفتون امینی، حسین سعیدی مهدوی (م. موید) و محمدباقر کلاهی اهری
- بخش اجتماعی: منوچهر احترامی، عبدالجبار کاکایی و ناصر فیض
- بخش پایداری و انتفاضه: مهدی سعیدی، علیرضا قزوه، حسین اسرافیلی و محمدرضا عبدالملکیان
- بخش آئینی: محمدعلی مجاهدی، علی موسوی گرمارودی، محمدجواد غفورزاده (شفق) و قادر طهماسبی (فرید)
- بخش امام و انقلاب: یوسفعلی میرشکاک، زکریا اخلاقی، احمد عزیزی و فاطمه راکعی

بخش جوان: (به هر کدام از برگزیدگان این بخش لوح تقدیر، تندیس سرو زرین و ۱۰ سکه بهار آزادی اهدا شد)
- بخش کودک و نوجوان: منیره هاشمی (خراسان رضوی)
- بخش آزاد: سعید شاد (کردستان) و گروس عبدالملکیان (تهران)
- بخش اجتماعی: مهدی فرجی و میلاد عرفان‌پور
- بخش پایداری و انتفاضه: امید مهدی‌نژاد از تهران
- بخش آئینی: آرش پور علی‌زاده (رشت) و مرتضی حیدری آل کثیر (خوزستان)
- بخش امام و انقلاب: محمدحسین ابراهیمی (کرمان)

بخش استانی: (به هر کدام از برگزیدگان این بخش لوح تقدیر و ۵ سکه بهار آزادی اهدا شد)
آذربایجان شرقی (صالح سجادی)، آذربایجان غربی (بهرام اسدی)، اردبیل (میرعلی عابدیان)، اصفهان (علی مظاهر)، ایلام (جلیل صفربیگی)، بوشهر (رضا طاهری)، تهران (ساعد باقری)، چهارمحال و بختیاری (مریم محمدی)، خراسان رضوی (هادی منوری)، خراسان شمالی (قدرت‌الله شریفی)، خراسان جنوبی (محمدعلی رحیمی)، خوزستان (هرمز فرهادی بابادی)، زنجان (همایون عطایی)، سمنان (شریف رضا مجد)، سیستان و بلوچستان (عبدالله واثق عباسی)، قزوین (امیر عاملی)، قم (سید ابوالقاسم حسینی)، کردستان (احسان فریدونی)، کرمان (محمدعلی جوشایی)، کرمانشاه (علی شمس علیزاده)، کهگیلویه و بویراحمد (فریدون داوری)، گیلان (امیرفخر موسوی)، گلستان (جعفر رودسرابی)، لرستان (محمدرضا روزبه)، مازندران (محمدعلی رضازاده)، مرکزی (مهدی رحیمی)، هرمزگان (جواد ضمیری)، همدان (احمد خوانساری) و یزد (عالیه محرابی)

### دوره سوم (۱۳۸۷)[۵]
- بخش شعر کهن و سنتی: حسین جنتی از ورامین، استان تهران و محمدمهدی سیار از استان فارس (اول)؛ علیرضا بدیع از نیشابور، استان خراسان رضوی و محمدجواد شاهمرادی (آسمان) از استان اصفهان (دوم)؛ و مهدی مظاهری خورزنی از استان تهران و مهدی فرجی کاشان، استان اصفهان (سوم).
- بخش شعر نیمایی و سپید: ابراهیم اکبری دیزگاه از استان قم، مجید سعدآبادی از استان تهران و علیرضا لبش از استان قم.
- بخش شعر کودک و نوجوان: نفر برتر بخش نوجوان: حسین تولایی از استان تهران و نفرات برتر بخش کودک: مریم زندی از ملایر، استان همدان و مریم هاشم‌پور از استان تهران.
- بخش جوان (رقابتی): مرتضی کاخی، ساعد باقری، محمدرضا ترکی، حسین آهی و قربان ولیئی داوران بخش شعر کلاسیک هستند. مفتون امینی، محمدباقر کلاهی اهری، مصطفی علی‌پور، محمدرضا عبدالملکیان و رضا صفریان نیز داوری بخش شعر نیمایی و سپید را برعهده داشته‌اند. همچنین مصطفی رحماندوست، بیوک ملکی، افشین علاء، بابک نیک‌طلب و شکوه قاسم‌نیا داوران بخش کودک و نوجوان هستند.

فهرست اسامی برگزیدگان بخش عرصهٔ شعر امروز انقلاب اسلامی سومین جشنوارهٔ بین‌المللی شعر فجر:
جعفر ابراهیمی (شاهد)، بیژن ارژن، محمودرضا اکرامی‌فر، صابر امامی، مرتضی امیری اسفندقه، اسماعیل امینی، علی انسانی، عباس براتی‌پور، راضیه بهرامی، سعید بیابانکی، موسی بیدج، محمدرضا ترکی، محمدحسین جعفریان، حبیب‌الله چایچیان، عباس چشامی، سعید حدادیان، کاووس حسن‌لی، ابوالقاسم حسینی، سارا حیدری، هادی خورشاهیان، محمود دست‌پیش، احد ده‌بزرگی، خلیل ذکاوت، نرگس رجایی، صادق رحمانیان، غلامرضا رحمدل شرفشاهی، محمدرضا رستم‌پور، عبدالرضا رضایی‌نیا، محمد رمضانی فرخانی، محمدرضا روزبه، ابوالفضل زرویی نصرآباد و مجید زمانی اصل.
دیگر برگزیدگان این بخش هم به این ترتیب معرفی شده‌اند: فاطمه سالاروند، سیدمحمود سجادی، هادی سعیدی کیاسری، محمدحسین سعیدی مهدوی، عبدالرحیم سعیدی راد، مریم سقلاطونی، محمود سنجری، افسانه شعبان‌نژاد، ضیاءالدین شفیعی، حمیدرضا شکارسری، غلامرضا شکوهی، رضا صفریان، کیومرث عباسی قصری، افشین علاء، محمدکاظم علی‌پور، مصطفی علی‌پور، محمدجواد غفورزاده، ابوالفضل فاضل نظری، امیر فخر موسوی، ناصر فیض، شکوه قاسم‌نیا، ایرج قنبری، محمدباقر کلاهی اهری، شیرینعلی گل‌مرادی، علی‌محمد مؤدب، محمدعلی مجاهدی، مصطفی محدثی خراسانی، محمدکاظم مزینانی، شهرام مقدسی، هادی منوری، محمدرضا مهدی‌زاده، سیدعبدالجواد موسوی، سیدعلی‌اکبر میرافضلی، سیدعلی میرباذل، اکبر میرجعفری، محمدسعید میرزایی، زهره نارنجی، پروانه نجاتی، مجید نظافت، عرفان نظرآهاری، مرتضی نوربخش، منصوره نیکوگفتار، حمید هنرجو، علی هوشمند، صدیقه وسمقی، قربان ولیئی، بهروز یاسمی و سعید یوسف‌نیا.
سومین جشنوارهٔ شعر فجر با دبیری علی معلم دامغانی، دبیری علمی فاضل نظری و دبیری اجرایی مصطفی امیدی برگزار شده‌است. علیرضا قزوه و محمودرضا اکرامی‌فر هم به ترتیب دبیران دورهٔ نخست و دوم جشنواره بوده‌اند.

### دوره چهارم (۱۳۸۸)[۶]
- شعر سنتی

رتبه اول: محمود حبیبی کسبی (تهران)
رتبه دوم: پانته‌آ صفایی (اصفهان)
رتبه دوم: محمد مرادی (تهران)
رتبه سوم: محمدسعید میرزایی (تهران)
شایسته تقدیر: محمدرضا طاهری (تهران) و محمدعلی جوشایی (کرمان)
- شعر نو:

رتبه اول: سینا علیمحمدی (تهران)
رتبه دوم: محمدحسین نعمتی (تهران)
رتبه سوم: امید مردانی بروجنی (بروجن)
- شعر کودک و نوجوان:

رتبه اول: کبری بابایی (تهران)
رتبه دوم: حامد محقق (تهران)
رتبه سوم: غلامرضا بکتاش (ملایر)

### دوره پنجم (۱۳۸۹)[۷]
- در بخش کلاسیک هیئت داوران اثری را حائز رتبه اول ندانستند و مریم آریان قره بلاغ (از استان البرز شهر کرج) و محمدجواد شاهمرادی (آسمان) (از استان تهران شهر تهران) را مشترکاً حائز رتبه دوم شناختند. مقام سوم در این بخش نیز به امیرحسین نیکزاد (از استان البرز شهر کرج) رسید.
- در بخش سپید و نیمایی هیئت داوران اثری را حائز رتبه اول ندانست و علی هوشمند (از استان بوشهر شهر بوشهر) را به عنوان نفر دوم و مجید نظافت یزدی (از استان خراسان رضوی شهر مشهد) و صدیقه مراد زاده (از استان تهران شهر ورامین) را مشترکاً به عنوان نفر سوم اعلام کردند.
- در بخش کودک و نوجوان

رتبه اول: بابک نیک طلب (تهران)
رتبه دوم: عصمت (مریم) اسلامی (تهران)
رتبه سوم:حسین تولایی (تهران)
- در بخش ترانه و تصنیف نیز که برای نخستین بار به جشنواره اضافه شده‌است از چهار تن از شاعران تقدیر به عمل آمد که عبارتند از سامیه سلیمی (از استان هرمزگان شهر بندرعباس)، سید حسین متولیان، اسماعیل فرزانه و مهدی ایوبی (از استان تهران شهر تهران).

### دوره ششم (۱۳۹۰)[۸]
- شعر سنتی:

رتبه اول: حسن روشان از استان خراسان شمالی، شهر بجنورد
رتبه دوم: رضا نیکوکار از استان گیلان، شهر رشت
رتبه سوم: شیما احمدی از استان تهران، شهر تهران
- سپید و نیمایی:

داوران در این بخش هیچ اثری را حائز رتبه‌های اول و دوم تشخیص ندادند اما رتبه سوم به‌طور مشترک به قربان بهاری از استان تهران، شهر تهران و سیدرسول پیره از استان البرز، شهر کرج رسید.
همچنین تقدیرشدگان این بخش عبارت بودند از: حمیدرضا اقبالدوست از استان گیلان، شهر صومعه‌سرا و تیمور آقامحمدی از استان آذربایجان شرقی، شهر تبریز
- کودک و نوجوان:

داوران در این بخش نیز هیچ اثری را حائز رتبه اول تشخیص ندادند.
رتبه دوم: عباسعلی سپاهی یونسی از استان خراسان رضوی، شهر مشهد
رتبه سوم: فاضل ترکمن از استان تهران، شهر تهران
همچنین تقدیرشدگان این بخش عبارت بودند از: سید احمد میرزاده از استان خراسان رضوی، شهر مشهد و حمید هنرجو از استان تهران، شهر تهران
- سرود و ترانه:

داوران در این بخش نیز هم اثری را حائز رتبه اول تشخیص ندادند.
رتبه دوم: آمینه دریانورد از استان هرمزگان، شهر درگهان
رتبه سوم: یاسر قنبرلو از استان قزوین، شهر قزوین
- پژوهش:

در این بخش هم داوران هیچ اثری را حائز رتبه‌های اول، دوم و سوم تشخیص ندادند.
تقدیر شدگان این بخش عبارت بودند از: زهرا محدثی خراسان از استان خراسان رضوی، شهر مشهد، محمد مرادی از استان فارس، شهر شیراز و محمد گودرزی دهریزی از استان تهران، شهر تهران.

### دوره هفتم (۱۳۹۱)[۹]
- در بخش «پیامبر اعظم» محمدحسن مهدویانی رتبه اول از استان اصفهان، محمدرضا طهماسبی از تهران رتبه دوم و حسنا محمدزاده از اصفهان به عنوان تقدیری شناخته شدند.
- هیئت داوران در بخش شعر نیمایی، سپید و نو مهرداد احمدی از استان کردستان به عنوان رتبه اول، الهه تاجیک‌زاده را از تهران به عنوان رتبه دوم و محمدمهدی سیار را از تهران به عنوان رتبه سوم انتخاب کردند.
- همچنین در بخش شعر سنتی ساجده جبارپور ماسوله به عنوان رتبه دوم، حامد ابراهیم‌پور از تهران رتبه سوم و امید مهدی‌نژاد از تهران به عنوان شایسته تقدیر شناخته شدند.
- در بخش سرود و ترانه نیز داوران احمد امیرخلیلی را به عنوان رتبه اول، حامد عسگری از تهران را به عنوان رتبه دوم و عالیه مهرابی از یزد را به عنوان رتبه سوم برگزیده اعلام کردند.
- در بخش کودک و نوجوان نیز طیبه شامانی از تهران رتبه دوم، محمدرضا صارمی شهاب از همدان رتبه سوم و منیره هاشمی از خراسان رضوی رتبه سوم شناخته شدند. همچنین در این بخش از مریم اسلامی نیز تقدیر شد.
- در بخش نقد و پژوهش نیز احسان شورایی به عنوان رتبه دوم، مهرداد نصرتی به عنوان رتبه سوم و غلامرضا کافی به عنوان تقدیری اعلام شدند.

### دوره هشتم (۱۳۹۲)[۱۰]
- شاعران منتخب این جشنواره در بخش شعر آزاد لیلا کرد بچه، مجید سعدآبادی، رسول پیره بودند و از قربان بهاری و شراره کامرانی نیز در این بخش تقدیر شد.
- در بخش شعر سنتی مهدی فرجی، کبری موسوی قهفرخی، صالح دروند، حامد ابراهیم پور، محمد حسین ملکیان شاعران منتخب معرفی شدند و از جلیل صفر بیگی و پانته‌آ صفایی تقدیر به عمل آمد.
- همچنین برگزیدگان شعر محاوره مریم بهروزی و عبدالمحمد مقتدایی راد بودند و در بخش شعر بومی ظاهر سارایی، حسین بهرامی و شبنم فرضیزاده برگزیده شدند.
- اسدالله اسحاقی، زهرا موسوی و سعیده موسوی زاده نیز در بخش شعر کودک برگزیده و از حاجیه خاتون حسنی در این بخش تقدیر شد.

### دوره نهم (۱۳۹۳)[۱۱]
- در بخش شعر بزرگسال، کتاب «روی جاده ابریشم» سروده زنده‌یاد محمد قهرمان برگزیده شد و به آن لوح تقدیر، تندیس سرو جشنواره و ۳۰ سکه بهار آزادی تعلق گرفت.
- همچنین در بخش دربارهٔ شعر، کتاب «فرهنگ شعر نوی فارسی» نوشته لیدا مسیح برگزیده شد و به این کتاب نیز لوح تقدیر، تندیس سرو جشنواره و ۳۰ سکه بهار آزادی اعطا شد. در این بخش کتاب «روایت سر دلبران» نوشته قدرت‌الله طاهری شایسته تقدیر اعلام شد و به نویسنده این کتاب لوح تقدیر، تندیس سرو جشنواره و ۵ سکه بهار آزادی تعلق گرفت.
- همچنین در بخش شعر کودک و نوجوان این دوره از جشنواره نیز لوح تقدیر، تندیس سرو جشنواره و ۳۰ سکه بهار آزادی مشترکاً به کتاب‌های «هم روزنامه، هم کلوچه» سروده مریم هاشم‌پور و «غم‌های قلابی» سروده شاهین رهنما رسید. در این بخش کتاب «کیف پول من گرسنه است» سروده فاضل ترکمن شایسته تقدیر اعلام شد و به شاعر این مجموعه شعر لوح تقدیر، تندیس سرو جشنواره و ۵ سکه بهار آزادی اهدا شد.

### دوره دهم (۱۳۹۴)[۱۲]
- بخش دربارهٔ شعر:

هیئت داوران: علیرضا فولادی، محمدسرور مولایی، بهادر باقری.
در این بخش کتاب «مکتب هرات و شعر فارسی» نوشته حسن نصیری جامی از انتشارات مولا مورد تقدیر قرار گرفت و کتاب «نجوم قدیم و بازتاب آن در ادب پارسی» نوشته عباس ماهیار، از انتشارات مؤسسه اطلاعات به عنوان اثر برگزیده شناخته شد.
- بخش کودک و نوجوان:

هیئت داوران: مصطفی رحماندوست، مریم جلالی و انسیه موسویان.
هیئت داوران این بخش، مجموعه ۷ جلدی قصه نمایش کودکان، نوشته مهری ماهوتی از انتشارات سوره مهر را به عنوان اثر شایسته تقدیر معرفی کرد و کتاب‌های «هر گلابی یک چراغ» نوشته کمال شفیعی، از انتشارت سوره مهر و «یک قوری پر از قور» نوشته مریم هاشم‌پور از انتشارات کانون پرورش فکری کودکان و نوجوانان را مشترکاً به عنوان اثر برگزیده، جایزه داد.
- بخش شعر بزرگسال:

داوران: سعید بیابانکی، مصطفی علیپور، بهمن ساکی
داوران این بخش، هیچ اثری را به عنوان برگزیده معرفی نکردند و دو کتاب مجموعه غزل‌های «پری‌خوانی» سروده امیرحسین اللهیاری، از انتشارات قطره و «سکته سوم» سروده مرحوم غلامرضا بروسان، از انتشارات نیماژ را آثار تقدیری این بخش دانستند.
بنیاد شعر و ادبیات داستانی ایرانیان برای دومین سال متوالی، مجری برگزاری جشنواره بین‌المللی شعر فجر بود که در دوره دهم آن، محافل این جشنواره علاوه بر ۱۰ شهر داخلی در کشورهای افغانستان، تاجیکستان و لبنان نیز برگزار شد.
همچنین دوره متمرکز آموزش شعر، با حضور اساتید نامدار شعر ایران و شرکت حدود ۲۰۰ تن از هنرجویان جوان از سراسر کشور در مجتمع آدینه تهران برپا شده بود.

### دوره یازدهم (۱۳۹۵)[۱۳]
- پنج برگزیده بخش ویژه افغانستان:

اسامی برگزیدگان این بخش به امضای داوران آن شامل محمدکاظم کاظمی (دبیر جشنواره)، جواد محقق (نماینده هیئت علمی جشنواره) و محمدمحسن سعیدی، علی‌محمد مؤدب و غلام‌رضا طریقی رسیده‌است.
اسامی برگزیدگان این بخش که هر یک ۷ سکه بهار آزادی در مراسم پایانی یازدهمین جشنواره شعر فجر جایزه گرفتند، بدین شرح است:
در خواب‌هایم کودکِ غمگینی‌ست/ روح‌الامین امینی/ انتشارات آرمان‌شهر
دوشنبه‌های کوهی/ سیده تُکتَم حسینی/ انتشارات سوره مهر
راهِ ابریشمِ آزادی/ قنبرعلیِ تابش/ نشر عرفان
عقاب چه‌گونه می‌میرد/ ابوطالب مظفری/ نشر تاک
صد غزل/ عفیفِ باختری/ انتشارات انجمن قلم افغانستان
هیئت داوران بخش ویژه افغانستان، این آثار را از میان کتاب‌های چاپ شده ۱۰ سال اخیر شاعران این کشور انتخاب کرده‌اند.
- بخش کودک و نوجوان:

دو کتاب «قچ قچ» از طیبه شامانی و «وای اگر دم داشتم» از مریم هاشم‌پور، مشترکاً به عنوان برگزیده بخش کودک و نوجوان یازدهمین جشنواره بین‌المللی شعر فجر معرفی شدند و عنوان تقدیری این بخش به «آوازهای سیب‌زمینی» اثر مهدی مرادی رسید.
داوران بخش شعر کودک و نوجوان، شامل محمدحسن حسینی، انسیه موسویان و سعیده موسوی‌زاده، همچنین محمدکاظم کاظمی (دبیر علمی جشنواره) و مصطفی رحماندوست (نماینده هیئت علمی جشنواره) فهرست برگزیدگان و تقدیری این بخش را به شرح زیر اعلام کردند:
قِچ قِچ سروده طیبه شامانی از انتشارات کانون پرورش فکری کودکان و نوجوانان و وای اگر دُم داشتم، سروده مریم هاشم‌پور از همین ناشر، به صورت مشترک در بخش کودک و نوجوان یازدهمین جشنواره شعر فجر برگزیده شدند و به هریک از آنها ۱۵ سکه بهار آزادی تعلق گرفت.
همچنین مهدی مرادی با کتاب «آوازهای سیب‌زمینی» از انتشارات کانون پرورش فکری کودکان و نوجوانان در میان تقدیری‌های جشنواره یازدهم قرار گرفت و ۱۰ سکه بهار آزادی به این اثر داده شد.
علاوه بر این سه کتاب، چهار کتاب دیگر نامزد دریافت جایزه جشنواره شعر فجر بودند که این آثار عبارتند از: با فرفره‌ها به شادی باد بگرد/ سروده بابک نیک طلب/ کانون پرورش فکری کودکان و نوجوانان، درخت‌ها برای تو پرنده‌ها برای من/ مهدیه نظری/ انتشارات کانون پرورش فکری کودکان و نوجوانان، عروسک‌بازی، پیشی و گوشی و دوست بازیگوش از سری سنجاقک/ پیوند فرهادی/ نشر آوای باران و یک راه کوتاه تا ماه/ شاهین رهنما/ نشر پیدایش.
- بخش «دربارهٔ شعر»

یازدهمین جشنواره بین‌المللی شعر فجر در مراسم پایانی خود، تنها برگزیده ۳۰ سکه‌ای خود را معرفی کرد و به اثر نصرالله پورجوادی در بخش «دربارهٔ شعر» جایزه داد.
«بابا طاهر؛ شرح احوال و نگاهی به آثار باباطاهر» نوشته نصرالله پورجوادی، نشر فرهنگ معاصر به عنوان اثر برگزیده یازدهمین جشنواره بین‌المللی شعر فجر در بخش «دربارهٔ شعر» معرفی شد.
دبیرخانه جشنواره شعر فجر، پیش از این، علاوه بر کتاب یادشده، «اخوان، صائب و سبک هندی» از محمدعلی شیخ‌الاسلامی (شیوا) از نشر پرنیان خیال، «شعر نو در ترازوی تأویل» از سیاوش جعفری از نشر مروارید، «فلسفه لاجوردی سپهری» از سروش دباغ از نشر صراط و «بوطیقای سه‌گانی و مسایل آن» از علیرضا فولادی از نشر گفتمان اندیشه معاصر را نامزدهای بخش «دربارهٔ شعر» یازدهمین جشنواره شعر فجر اعلام کرده بود.
محمدسرور مولایی، مریم حسینی و زیبا اشراقی، اعضای هیئت داوران این بخش همراه با فاطمه راکعی، نماینده هیئت علمی جشنواره و محمدکاظم کاظمی، دبیر علمی جشنواره، اعضای کمیته نهایی انتخاب آثار در این بخش را تشکیل می‌دادند.
- جایزه شعر بزرگسال:

داوران بخش شعر بزرگسال جشنواره شعر فجر، شامل بهمن ساکی، قربان ولیئی و فریبا یوسفی، همچنین محمدکاظم کاظمی (دبیر علمی جشنواره) و اسماعیل امینی (نماینده هیئت علمی جشنواره) اسامی برگزیدگان این بخش را معرفی کردند که طبق رأی آنان، «کتاب تردید» اثر عبدالحمید ضیایی از نشر هزاره ققنوس و «ولی به این دیری» سروده سمانه کهرباییان از انتشارات فصل پنجم، مشترکاً برگزیده شدند و در مراسم اختتامیه جشنواره، هریک از آنان ۱۵ سکه بهار آزادی دریافت کردند.
همچنین کتاب «فواره‌ها» از علیرضا سپاهی لایین، منتشر شده از سوی انتشارات سپیده‌باوران با به دست آوردن عنوان تقدیری، ۱۰ سکه بهار آزادی برای سراینده‌اش به ارمغان آورد.
علاوه بر این سه کتاب، چهار کتاب با جانِ اشیاء/ سیروس نوذری، تاوان کلمات/ عبدالجبار کاکایی، در این اتاق‌ها/ جواد مجابی و عطر بیدار زمین/ عمران صلاحی، نامزد بخش شعر بزرگسال جشنواره شعر فجر امسال بودند.

### دوره دوازدهم (۱۳۹۶)[۱۴]
- در بخش شعر بزرگسال کتاب «صدای زنگ درآمد» سروده رؤیا شاه‌حسین‌زاده برگزیده شد.
- در بخش دربارهٔ شعر دو کتاب «درپی آن آشنا» به قلم سید محمد راستگو و «صدسال عشق مجازی» به قلم محمود فتوحی معرفی شدند.
- در بخش شعر کودک و نوجوان دو کتاب «دوتا سیب شیرین» سروده خاتون حسنی و «کلید کلید دسته کلید» سروده اکرم کشایی شایسته تقدیر شناخته شدند.
- همچنین انتشارات مروارید به عنوان ناشر برگزیده در حوزه انتشار کتاب‌های شعر معرفی شد.

### دوره سیزدهم (۱۳۹۷)[۱۵]
- در این مراسم و در بخش «دربارهٔ شعر» دو کتاب «بوطیقا و سیاست در شاهنامه» و کتاب «تأثیر ادبیات فارسی در ادبیات انگلیسی» نوشته حسن جوادی برگزیده شدند و جایزه نقدی بعلاوه لوح و تندیس جشنواره را دریافت کردند.
- همچنین طی مراسمی از قاسم آهنین جان شاعر با سابقه خوزستانی برای چهاردهه فعالیت ادبی وی تجلیل به عمل آمد.
- در بخش شعر کودک و نوجوان نیز کتاب «احتیاط کنید پرنده‌ها پای سفره صبحانه‌اند» سروده حسین تولایی و کتاب «خداحافظی در خیابان پاییز» سروده مریم اسلامی به صورت مشترک شایسته تقدیر معرفی شدند.
- در بخش شعر بزرگسال نیز کتاب «مخالف خوانی» جواد زهتاب شایسته تقدیر شناخته شد؛ و دو اثر «روح اندوهگین یک شاعر» سروده سیدرضا محمدی و کتاب «دومینو» سروده ابوذر پاکروان به عنوان برگزیده اعلام شدند.
- همچنین طی مراسمی از سید علی موسوی گرمارودی نیز به عنوان یک عمر فعالیت ادبی تجلیل به عمل آمد.